# キンキラKING!
「キンキラKING!」（キンキラキング）は、日本の男性歌手グループ・はやぶさの13枚目のシングル。2020年8月5日にビクターエンタテインメントから発売された。

## 概要
- 初回限定盤と通常盤の2タイプを発売。（カップリング曲、ジャケットは各タイプ異なる。）
- 表題曲「キンキラKING!」は、テレビ東京系アニメ『デュエル・マスターズ キング』オープニングテーマ[2]。『デュエル・マスターズ』シリーズのオープニングテーマとしては5作目。

## 収録曲

### 初回限定盤
出典→　
1. キンキラKING!（3:42）
作詞・作曲・編曲：前山田健一
2. 僕たちには歌がある（3:56）
作詞：冬弓ちひろ／作曲・編曲：坂下正俊

### 通常盤
出典→
1. キンキラKING!（3:42）
作詞・作曲・編曲：前山田健一
2. 大好き! 名古屋（3:43）
作詩：かず翼／作曲：桧原さとし／編曲：工藤恭彦
3. キンキラKING!（オリジナル・カラオケ）（3:42）
4. 大好き! 名古屋（オリジナル・カラオケ）（3:41）